# Championnat de Belgique de football 2023-2024
Navigation
Jupiler Pro League 2022-2023 Jupiler Pro League 2024-2025
La saison 2023-2024 de la Jupiler Pro League est la 121e saison de la première division belge.

## Changement d'équipes
En raison du changement de format de la ligue qui a réduit le nombre d'équipes de 18 à 16, trois équipes ont été reléguées : Le KV Ostende (après 10 saisons), le RFC Seraing (après 2 saisons) et le SV Zulte Waregem (après 18 saisons) ont été relégués en Challenger Pro League. Ils seront remplacés par une seule équipe, le vainqueur de la Challenger Pro League 2022-2023 à savoir le RWD Molenbeek, dont ce sera sa première saison dans l'élite (sous ce matricule).

## Changement de format
Après 3 saisons, la Jupiler Pro League revient à l'ancien format avec un nombre d'équipes réduit de 18 à 16 et avec des play-offs similaires à ceux de l'édition 2019-2020. Après la saison régulière, les six meilleures équipes se qualifient pour les Champions Play-offs (communément appelés "Play-offs I"), les équipes de la 7e à la 12e place se qualifient pour les Europe Play-offs (communément appelés "Play-offs II") et les quatre dernières équipes disputent les Relegation Play-offs (communément appelés "Play-offs III"). Les Champions et Europe Play-offs se composent à nouveau de six équipes. Les points de chacun de ces 12 clubs sont divisés par deux avant le coup d'envoi des play-offs. Cette division ne s'applique pas aux 4 équipes des Relegation Play-offs.
Le nombre d'équipes reléguées passe de un à deux ou trois. À l'issue des Relegation Play-offs, les deux dernières équipes sont reléguées directement et l'équipe terminant 2e joue un barrage de relégation contre le 3e de la Challenger Pro League.

## Clubs participants

### Liste
| Club              | Présent depuis | Classement 2022-2023 | Entraîneur          | Depuis | Budget (M€) | Stade                        | Capacité théorique | Ville                | Saisons en première division |
| ----------------- | -------------- | -------------------- | ------------------- | ------ | ----------- | ---------------------------- | ------------------ | -------------------- | ---------------------------- |
| Royal Antwerp FC  | 2017           | 1er                  | Mark van Bommel     | 2022   | 84.7        | Bosuilstadion                | 16 144             | Anvers               | 102                          |
| KRC Genk          | 1996           | 2e                   | Wouter Vrancken     | 2022   | 129.8       | Cegeka Arena                 | 23 718             | Genk                 | 41                           |
| Union SG          | 2021           | 3e                   | Alexander Blessin   | 2023   | 51.2        | Stade Joseph Marien          | 9 400              | Forest               | 60                           |
| Club Bruges       | 1959           | 4e                   | Ronny Deila         | 2023   | 148.55      | Stade Jan Breydel            | 29 062             | Bruges               | 101                          |
| KAA La Gantoise   | 1989           | 5e                   | Hein Vanhaezebrouck | 2020   | 84.8        | Ghelamco Arena               | 20 000             | Gand                 | 84                           |
| Cercle Bruges     | 2018           | 6e                   | Miron Muslić        | 2022   | 34.48       | Stade Jan Breydel            | 29 062             | Bruges               | 84                           |
| Standard de Liège | 1921           | 7e                   | Ivan Leko           | 2023   | 42.4        | Stade Maurice-Dufrasne       | 27 670             | Liège                | 105                          |
| KVC Westerlo      | 2022           | 8e                   | Rik De Mil          | 2022   | 18.7        | Het Kuipje                   | 8 035              | Westerlo             | 19                           |
| Charleroi         | 2012           | 9e                   | Felice Mazzù        | 2022   | 39.6        | Stade du Pays de Charleroi   | 15 000             | Charleroi            | 58                           |
| OH Louvain        | 2020           | 10e                  | Óscar García        | 2020   | 31.55       | Den Dreef                    | 10 020             | Louvain              | 7                            |
| Anderlecht        | 1935           | 11e                  | Brian Riemer        | 2022   | 78.55       | Lotto Park                   | 21 500             | Anderlecht           | 92                           |
| Saint-Trond VV    | 2015           | 12e                  | Thorsten Fink       | 2023   | 11.7        | Stayen                       | 14 600             | Saint-Trond          | 46                           |
| KV Malines        | 2019           | 13e                  | Besnik Hasi         | 2022   | 22          | Stade AFAS Achter de Kazerne | 16 672             | Malines              | 72                           |
| KV Courtrai       | 2008           | 14e                  | Freyr Alexandersson | 2023   | 17.18       | Stade des Éperons d'or       | 9 399              | Courtrai             | 36                           |
| KAS Eupen         | 2016           | 15e                  | Florian Kohfeldt    | 2023   | 14.13       | Stade du Kehrweg             | 8 363              | Eupen                | 8                            |
| RWD Molenbeek     | 2023           | 1er (D2)             | Bruno Irles         | 2023   | 8.75        | Stade Edmond Machtens        | 12 266             | Molenbeek-Saint-Jean | 0                            |

### Localisation
Cercle Bruges

 Club Bruges

### Changements d'entraîneur
| Club               | Entraîneur partant             | Motif du départ                     | Date de départ              | Position   | Entraîneur arrivant                 | Date d'arrivée    |
| ------------------ | ------------------------------ | ----------------------------------- | --------------------------- | ---------- | ----------------------------------- | ----------------- |
| Club Bruges KV     | Rik De Mil                     | Fin de l'intérim                    | Fin de la saison 2022-2023, | Pré-saison | Ronny Deila                         | 5 juin 2023,      |
| KAS Eupen          | Edward Still                   | Consentement mutuel                 | Fin de la saison 2022-2023, | Pré-saison | Florian Kohfeldt                    | 8 juin 2023       |
| KV Courtrai        | Bernd Storck                   | Consentement mutuel                 | Fin de la saison 2022-2023, | Pré-saison | Edward Still                        | 2 juillet 2023    |
| Saint-Trond VV     | Bernd Hollerbach               | Consentement mutuel                 | Fin de la saison 2022-2023, | Pré-saison | Thorsten Fink                       | 16 mai 2023       |
| Standard de Liège  | Geoffrey Valenne               | Fin de l'intérim                    | Fin de la saison 2022-2023, | Pré-saison | Carl Hoefkens                       | 16 juin 2023      |
| Union SG           | Karel Geraerts                 | Aucun accord de prolongation trouvé | 21 juin 2023                | Pré-saison | Alexander Blessin                   | 3 juillet 2023    |
| RWD Molenbeek      | Vincent Euvrard                | Renvoi                              | 24 juillet 2023             | Pré-saison | Cláudio Caçapa                      | 25 juillet 2023   |
| KV Courtrai        | Edward Still                   | Renvoi                              | 25 septembre 2023           | 16e        | Joseph Akpala (intérimaire)         | 25 septembre 2023 |
| KV Courtrai        | Joseph Akpala (intérimaire)    | Fin de l'intérim                    | 28 septembre 2023           | 16e        | Glen De Boeck                       | 2 octobre 2023    |
| OH Louvain         | Marc Brys                      | Renvoi                              | 13 octobre 2023             | 14e        | Eddy Vanhemel (intérimaire)         | 13 octobre 2023   |
| KV Malines         | Steven Defour                  | Renvoi                              | 2 novembre 2023             | 14e        | Fred Vanderbiest (intérimaire)      | 2 novembre 2023   |
| OH Louvain         | Eddy Vanhemel (intérimaire)    | Fin de l'intérim                    | 3 novembre 2023             | 13e        | Óscar García                        | 3 novembre 2023   |
| KV Malines         | Fred Vanderbiest (intérimaire) | Fin de l'intérim                    | 8 novembre 2023             | 14e        | Besnik Hasi                         | 8 novembre 2023   |
| KVC Westerlo       | Jonas De Roeck                 | Renvoi                              | 2 décembre 2023             | 16e        | Bart Goor (intérimaire)             | 2 décembre 2023   |
| KV Courtrai        | Glen De Boeck                  | Renvoi                              | 6 décembre 2023             | 16e        | Joseph Akpala (intérimaire)         | 6 décembre 2023   |
| KVC Westerlo       | Bart Goor (intérimaire)        | Fin de l'intérim                    | 12 décembre 2023            | 14e        | Rik De Mil                          | 12 décembre 2023  |
| Standard de Liège  | Carl Hoefkens                  | Renvoi                              | 31 décembre 2023            | 9e         | Ivan Leko                           | 4 janvier 2024    |
| KV Courtrai        | Joseph Akpala (intérimaire)    | Fin de l'intérim                    | 5 janvier 2024              | 16e        | Freyr Alexandersson                 | 4 janvier 2024    |
| RWD Molenbeek      | Cláudio Caçapa                 | Renvoi                              | 11 février 2024             | 14e        | Bruno Irles                         | 13 février 2024   |
| KAS Eupen          | Florian Kohfeldt               | Démission                           | 16 mars 2024                | 14e        | Kristoffer Andersen & Raphaël Fèvre | 25 mars 2024      |
| Club Bruges KV     | Ronny Deila                    | Renvoi                              | 18 mars 2024                | 4e         | Nicky Hayen (intérimaire)           | 18 mars 2024      |
| KVC Westerlo       | Rik De Mil                     | Renvoi                              | 19 mars 2024                | 11e        | Bart Goor (intérimaire)             | 19 mars 2024      |
| Sporting Charleroi | Felice Mazzù                   | Renvoi                              | 20 mars 2024                | 13e        | Rik De Mil                          | 22 mars 2024      |
| RWD Molenbeek      | Bruno Irles                    | Renvoi                              | 23 mars 2024                | 16e        | Yannick Ferrera                     | 23 mars 2024      |

## Villes et stades
| Royal Antwerp FC                             | KRC Genk                                | Union SG                             | Club Bruges KV                          |
| -------------------------------------------- | --------------------------------------- | ------------------------------------ | --------------------------------------- |
| Bosuilstadion Capacité : 18 000              | Luminus Arena Capacité : 23 718         | Stade Joseph Marien Capacité : 9 400 | Stade Jan-Breydel Capacité : 29 945     |
|                                              |                                         |                                      |                                         |
| KAA La Gantoise                              | Cercle Bruges KSV                       | Standard de Liège                    | KVC Westerlo                            |
| Ghelamco Arena Capacité : 20 000             | Stade Jan-Breydel Capacité : 29 945     | Stade de Sclessin Capacité : 30 023  | Het Kuipje Capacité : 8 035             |
|                                              |                                         |                                      |                                         |
| Sporting Charleroi                           | OH Louvain                              | RSC Anderlecht                       | Saint-Trond VV                          |
| Stade du Pays de Charleroi Capacité : 17 824 | Stade Den Dreef Capacité : 10 020       | Lotto Park Capacité : 21 500         | Stayen Capacité : 14 600                |
|                                              |                                         |                                      |                                         |
| KV Malines                                   | KV Courtrai                             | KAS Eupen                            | RWD Molenbeek                           |
| Stade AFAS Capacité : 16 700                 | Stade des Éperons d'or Capacité : 9 399 | Stade du Kehrweg Capacité : 8 363    | Stade Edmond Machtens Capacité : 12 266 |
|                                              |                                         |                                      |                                         |

## Calendrier
Le tableau suivant récapitule le calendrier prévisionnel du championnat pour la saison 2023-2024. La Supercoupe de Belgique, les tours des Coupe de Belgique, Ligue des champions, Ligue Europa, et Ligue Europa Conférence auxquels participent des clubs de Jupiler Pro League sont également indiqués.

## Phase classique du championnat

### Classement
Critères de départage en cas d'égalité de points:
1. plus grand nombre de victoires
2. plus grande «différence de buts générale»
3. plus grand nombre de buts marqués
4. plus grand nombre de victoires en déplacement
5. plus grande différence de buts en déplacement
6. plus grand nombre de buts marqués en déplacement
7. play-off

| Rang | Équipe               | Pts | J  | G  | N  | P  | Bp | Bc | Diff |
| ---- | -------------------- | --- | -- | -- | -- | -- | -- | -- | ---- |
| 1    | Union SG             | 70  | 30 | 21 | 7  | 2  | 63 | 31 | +32  |
| 2    | Anderlecht           | 63  | 30 | 18 | 9  | 3  | 58 | 30 | +28  |
| 3    | Royal Antwerp FC T S | 52  | 30 | 14 | 10 | 6  | 55 | 27 | +28  |
| 4    | Club Bruges          | 51  | 30 | 14 | 9  | 7  | 62 | 29 | +33  |
| 5    | Cercle Bruges        | 47  | 30 | 14 | 5  | 11 | 44 | 34 | +10  |
| 6    | KRC Genk             | 47  | 30 | 12 | 11 | 7  | 51 | 31 | +20  |
| 7    | KAA La Gantoise      | 47  | 30 | 12 | 11 | 7  | 53 | 38 | +15  |
| 8    | KV Malines           | 45  | 30 | 13 | 6  | 11 | 39 | 34 | +5   |
| 9    | Saint-Trond VV       | 40  | 30 | 10 | 10 | 10 | 35 | 46 | -11  |
| 10   | Standard de Liège    | 34  | 30 | 8  | 10 | 12 | 33 | 41 | -8   |
| 11   | KVC Westerlo         | 30  | 30 | 7  | 9  | 14 | 42 | 54 | -12  |
| 12   | OH Louvain           | 29  | 30 | 7  | 8  | 15 | 34 | 47 | -13  |
| 13   | Charleroi            | 29  | 30 | 7  | 8  | 15 | 26 | 48 | -22  |
| 14   | KAS Eupen            | 24  | 30 | 7  | 3  | 20 | 24 | 58 | -34  |
| 15   | KV Courtrai          | 24  | 30 | 6  | 6  | 18 | 22 | 57 | -35  |
| 16   | RWD Molenbeek P      | 23  | 30 | 5  | 8  | 17 | 31 | 67 | -36  |

Qualifications après la phase classique
Play-offs 1
- 1er, 2e, 3e, 4e, 5e et 6e

Play-offs 2
- 7e, 8e, 9e, 10e, 11e et 12e

Play-offs 3
- 13e, 14e, 15e et 16e

Abréviations
- T : Tenant du titre
- S : Vainqueur de la Supercoupe de Belgique 2023
- P : Promus de Division 1B

### Domicile et extérieur
| Rang | Équipe               | Pts | J  | G  | N | P | Bp | Bc | Diff |
| ---- | -------------------- | --- | -- | -- | - | - | -- | -- | ---- |
| 1    | Union SG             | 36  | 15 | 11 | 3 | 1 | 34 | 16 | +18  |
| 2    | Anderlecht           | 36  | 15 | 11 | 3 | 1 | 30 | 13 | +17  |
| 3    | Royal Antwerp FC T S | 32  | 15 | 9  | 5 | 1 | 34 | 10 | +24  |
| 4    | Club Bruges          | 30  | 15 | 8  | 6 | 1 | 35 | 14 | +21  |
| 5    | Saint-Trond VV       | 28  | 15 | 8  | 4 | 3 | 18 | 14 | +4   |
| 6    | KAA La Gantoise      | 27  | 15 | 7  | 6 | 2 | 34 | 18 | +16  |
| 7    | Cercle Bruges        | 26  | 15 | 8  | 2 | 5 | 27 | 18 | +9   |
| 8    | KV Malines           | 25  | 15 | 7  | 4 | 4 | 22 | 12 | +10  |
| 9    | KRC Genk             | 24  | 15 | 6  | 6 | 3 | 28 | 17 | +11  |
| 10   | Standard de Liège    | 23  | 15 | 6  | 5 | 4 | 18 | 12 | +6   |
| 11   | Charleroi            | 22  | 15 | 6  | 4 | 5 | 20 | 23 | -3   |
| 12   | OH Louvain           | 19  | 15 | 5  | 4 | 6 | 19 | 15 | +4   |
| 13   | KVC Westerlo         | 17  | 15 | 5  | 2 | 8 | 21 | 27 | -6   |
| 14   | KV Courtrai          | 15  | 15 | 4  | 3 | 8 | 13 | 24 | -11  |
| 15   | RWD Molenbeek P      | 15  | 15 | 3  | 6 | 6 | 15 | 28 | -13  |
| 16   | KAS Eupen            | 14  | 15 | 4  | 2 | 9 | 15 | 28 | -13  |

| Rang | Équipe               | Pts | J  | G  | N | P  | Bp | Bc | Diff |
| ---- | -------------------- | --- | -- | -- | - | -- | -- | -- | ---- |
| 1    | Union SG             | 34  | 15 | 10 | 4 | 1  | 29 | 15 | +14  |
| 2    | Anderlecht           | 27  | 15 | 7  | 6 | 2  | 28 | 17 | +11  |
| 3    | KRC Genk             | 23  | 15 | 6  | 5 | 4  | 23 | 14 | +9   |
| 4    | Club Bruges          | 21  | 15 | 6  | 3 | 6  | 27 | 15 | +12  |
| 5    | Cercle Bruges        | 21  | 15 | 6  | 3 | 6  | 17 | 16 | +1   |
| 6    | KV Malines           | 20  | 15 | 6  | 2 | 7  | 17 | 22 | -5   |
| 7    | Royal Antwerp FC T S | 20  | 15 | 5  | 5 | 5  | 21 | 17 | +4   |
| 8    | KAA La Gantoise      | 20  | 15 | 5  | 5 | 5  | 19 | 20 | -1   |
| 9    | KVC Westerlo         | 13  | 15 | 2  | 7 | 6  | 21 | 27 | -6   |
| 10   | Saint-Trond VV       | 12  | 15 | 2  | 6 | 7  | 17 | 32 | -15  |
| 11   | Standard de Liège    | 11  | 15 | 2  | 5 | 8  | 15 | 29 | -14  |
| 12   | KAS Eupen            | 10  | 15 | 3  | 1 | 11 | 9  | 30 | -21  |
| 13   | OH Louvain           | 10  | 15 | 2  | 4 | 9  | 15 | 32 | -17  |
| 14   | KV Courtrai          | 9   | 15 | 2  | 3 | 10 | 9  | 33 | -24  |
| 15   | RWD Molenbeek P      | 8   | 15 | 2  | 2 | 11 | 16 | 39 | -23  |
| 16   | Charleroi            | 7   | 15 | 1  | 4 | 10 | 6  | 25 | -19  |

### Résultats
| Résultats (▼dom., ►ext.)                                   | AND | CER | CHA | CLU | GNT | EUP | GNK | KVK | KVM | WES | OHL | ANT | RWD | STA | STR | USG |
| Anderlecht                                                 |     | 2-0 | 2-1 | 1-1 | 1-0 | 1-0 | 2-1 | 0-1 | 3-1 | 2-1 | 5-1 | 1-0 | 2-1 | 2-2 | 4-1 | 2-2 |
| Cercle Bruges                                              | 0-3 |     | 2-0 | 1-1 | 2-0 | 2-0 | 0-1 | 3-0 | 2-3 | 2-1 | 3-2 | 1-3 | 4-0 | 1-1 | 4-1 | 0-2 |
| Charleroi                                                  | 1-3 | 0-0 |     | 1-4 | 1-3 | 1-0 | 0-1 | 1-0 | 3-1 | 3-2 | 1-1 | 3-2 | 2-1 | 1-1 | 1-1 | 1-3 |
| Club Bruges                                                | 1-2 | 0-0 | 4-2 |     | 2-0 | 4-0 | 1-1 | 3-3 | 1-1 | 3-0 | 3-1 | 2-1 | 7-1 | 2-0 | 1-1 | 1-1 |
| KAA La Gantoise                                            | 1-1 | 1-2 | 5-0 | 2-1 |     | 2-1 | 1-1 | 3-2 | 1-2 | 2-2 | 4-0 | 2-2 | 4-0 | 3-1 | 2-2 | 1-1 |
| KAS Eupen                                                  | 1-3 | 0-2 | 2-0 | 0-5 | 0-2 |     | 1-3 | 1-1 | 0-1 | 2-2 | 3-1 | 1-0 | 1-3 | 1-3 | 1-0 | 1-2 |
| KRC Genk                                                   | 1-1 | 1-1 | 0-0 | 0-3 | 2-2 | 0-1 |     | 4-0 | 4-0 | 3-3 | 3-1 | 3-0 | 3-1 | 1-0 | 3-3 | 0-1 |
| KV Courtrai                                                | 2-2 | 2-1 | 1-0 | 1-0 | 0-2 | 1-3 | 0-3 |     | 0-3 | 1-2 | 0-0 | 0-1 | 3-2 | 1-1 | 0-1 | 1-3 |
| KV Malines                                                 | 2-2 | 0-2 | 1-0 | 0-0 | 0-1 | 1-0 | 1-1 | 3-0 |     | 3-1 | 1-2 | 0-0 | 3-1 | 3-0 | 0-2 | 4-0 |
| KVC Westerlo                                               | 1-3 | 4-2 | 0-1 | 0-1 | 1-3 | 2-0 | 1-1 | 1-0 | 2-3 |     | 0-3 | 0-3 | 3-0 | 2-1 | 3-3 | 1-3 |
| OH Louvain                                                 | 1-1 | 1-2 | 0-0 | 0-1 | 1-1 | 3-0 | 2-1 | 3-0 | 1-0 | 0-2 |     | 1-1 | 1-2 | 1-2 | 4-0 | 0-2 |
| Royal Antwerp FC                                           | 1-1 | 1-0 | 4-1 | 2-1 | 0-0 | 4-1 | 3-2 | 6-0 | 0-1 | 2-2 | 1-0 |     | 0-0 | 6-0 | 3-0 | 1-1 |
| RWD Molenbeek                                              | 0-3 | 2-1 | 0-0 | 1-6 | 1-1 | 0-1 | 0-4 | 1-1 | 1-0 | 1-1 | 1-1 | 0-4 |     | 2-2 | 3-0 | 2-3 |
| Standard de Liège                                          | 3-2 | 0-1 | 0-0 | 2-1 | 4-2 | 4-0 | 1-0 | 0-1 | 1-1 | 0-0 | 1-0 | 0-1 | 1-1 |     | 1-1 | 0-1 |
| Saint-Trond VV                                             | 0-1 | 0-2 | 1-0 | 2-1 | 4-1 | 1-1 | 1-1 | 1-0 | 2-0 | 1-0 | 1-1 | 1-1 | 2-1 | 1-0 |     | 0-4 |
| Union SG                                                   | 2-0 | 2-1 | 3-1 | 2-1 | 1-1 | 4-1 | 0-2 | 3-0 | 1-0 | 2-2 | 5-1 | 2-2 | 3-2 | 2-1 | 2-1 |     |
| - Victoire à domicile - Match nul - Victoire à l'extérieur |     |     |     |     |     |     |     |     |     |     |     |     |     |     |     |     |

Source: Calendrier Division 1A 2023-2024

## Play-offs du championnat
Critères de départage en cas d'égalité de points:
1. points ;
2. points sans (possible) demi-points ajoutés en raison de l'arrondissement ;
3. position finale de saison régulière.

### Champions Play-offs
Les points obtenus durant la saison régulière seront divisés par deux (et arrondis) avant le début des play-offs.

#### Classement
| Rang | Équipe                 | Pts | J  | G | N | P | Bp | Bc | Diff |  | Résultats (▼ dom., ► ext.) | CLU | USG | AND | CER | GNK | ANT |
| ---- | ---------------------- | --- | -- | - | - | - | -- | -- | ---- |  | -------------------------- | --- | --- | --- | --- | --- | --- |
| 1    | Club Bruges            | 50* | 10 | 7 | 3 | 0 | 21 | 6  | +15  |  | Club Bruges                |     | 2-2 | 3-1 | 0-0 | 4-0 | 3-0 |
| 2    | Union Saint-Gilloise C | 49  | 10 | 4 | 2 | 4 | 17 | 12 | +5   |  | Union Saint-Gilloise C     | 1-2 |     | 0-0 | 2-3 | 2-0 | 4-1 |
| 3    | Anderlecht             | 46* | 10 | 4 | 2 | 4 | 12 | 12 | 0    |  | Anderlecht                 | 0-1 | 2-1 |     | 3-0 | 2-1 | 1-0 |
| 4    | Cercle Bruges          | 37* | 10 | 3 | 4 | 3 | 13 | 13 | 0    |  | Cercle Bruges              | 1-1 | 1-2 | 1-1 |     | 4-1 | 0-1 |
| 5    | KRC Genk               | 37* | 10 | 4 | 1 | 5 | 8  | 17 | -9   |  | KRC Genk                   | 0-3 | 1-0 | 2-1 | 1-1 |     | 1-0 |
| 6    | Royal Antwerp FC T     | 32  | 10 | 2 | 0 | 8 | 7  | 18 | -11  |  | Royal Antwerp FC T         | 1-2 | 0-3 | 3-1 | 1-2 | 0-1 |     |

Qualifications européennes
Ligue des champions 2024-2025
- 1er : Phase de ligue
- 2e : troisième tour de qualification pour non-champions

Ligue Europa 2024-2025
- C : barrages

- 4e : deuxième tour de qualification pour non-champions

Ligue Europa Conférence 2024-2025
- 5e : barrage pour le deuxième tour de qualification pour non-champions

Abréviations
- T : Tenant du titre
- C : Vainqueur de la Croky Cup 2023-2024
- S : Vainqueur de la Supercoupe de Belgique de football 2023

### Europe Play-offs
Les points obtenus durant la saison régulière seront divisés par deux (et arrondis) avant le début des play-offs.

#### Classement
| Rang | Équipe            | Pts | J  | G | N | P | Bp | Bc | Diff |  | Résultats (▼ dom., ► ext.) | GNT | KVM | STR | OHL | STA | WES |
| ---- | ----------------- | --- | -- | - | - | - | -- | -- | ---- |  | -------------------------- | --- | --- | --- | --- | --- | --- |
| 1    | KAA La Gantoise   | 48* | 10 | 8 | 0 | 2 | 27 | 10 | +17  |  | KAA La Gantoise            |     | 3-1 | 2-0 | 0-1 | 5-1 | 3-2 |
| 2    | KV Malines        | 39* | 10 | 5 | 1 | 4 | 20 | 18 | +2   |  | KV Malines                 | 2-4 |     | 2-3 | 3-0 | 3-2 | 3-2 |
| 3    | Saint-Trond VV    | 33  | 10 | 3 | 4 | 3 | 14 | 15 | -1   |  | Saint-Trond VV             | 0-2 | 2-1 |     | 1-1 | 3-3 | 2-0 |
| 4    | OH Louvain        | 30* | 10 | 4 | 3 | 3 | 12 | 12 | 0    |  | OH Louvain                 | 2-1 | 2-3 | 1-0 |     | 3-1 | 1-2 |
| 5    | Standard de Liège | 22  | 9  | 0 | 5 | 4 | 12 | 22 | -10  |  | Standard de Liège          | 1-4 | 0-0 | 1-1 | 0-0 |     | A   |
| 6    | KVC Westerlo      | 21  | 9  | 1 | 3 | 5 | 12 | 20 | -8   |  | KVC Westerlo               | 0-3 | 0-2 | 2-2 | 1-1 | 3-3 |     |

Qualifications européennes
Ligue Conférence 2024-2025
- 1er : barrage pour le deuxième tour de qualification pour non-champions

### Relegation Play-offs
Au contraire des Champions Play-offs et des Europe Play-offs, les points ne sont pas divisés par 2 pour les Relegation Play-offs. Les équipes terminant avant-dernière et dernière (15e et 16e) de ce classement descendent en Challenger Pro League. L'équipe terminant antépénultième (14e) joue un ultime barrage (matches aller et retour) face au vainqueur des Play-offs pour la montée de Challenger Pro League 2023-2024 disputés par les équipes classées entre la 3e et la 6e place de la phase régulière.

#### Classement
| Rang | Équipe        | Pts | J | G | N | P | Bp | Bc | Diff |  | Résultats (▼ dom., ► ext.) | CHA | KVK | RWD | EUP |
| ---- | ------------- | --- | - | - | - | - | -- | -- | ---- |  | -------------------------- | --- | --- | --- | --- |
| 1    | Charleroi     | 45  | 6 | 5 | 1 | 0 | 11 | 4  | +7   |  | Charleroi                  |     | 3-1 | 0-0 | 1-0 |
| 2    | KV Courtrai   | 31  | 6 | 2 | 1 | 3 | 7  | 10 | -3   |  | KV Courtrai                | 1-2 |     | 2-4 | 1-0 |
| 3    | RWD Molenbeek | 30  | 6 | 2 | 1 | 3 | 8  | 9  | -1   |  | RWD Molenbeek              | 1-3 | 0-1 |     | 3-1 |
| 4    | KAS Eupen     | 28  | 6 | 1 | 1 | 4 | 5  | 8  | -3   |  | KAS Eupen                  | 1-2 | 1-1 | 2-0 |     |

Relégation
Challenger Pro League 2024-2025
- 2e : barrage de relégation
- 3e et 4e : relégation

## Barrages

### Barrages pour la Ligue Conférence
Le quatrième des Champions Play-Offs (le cinquième si le vainqueur de la coupe de Belgique 2023-2024 se trouve parmi les quatre premiers sans être champion) affronte le vainqueur des Europe Play-Offs afin de se qualifier pour le deuxième tour de qualification pour non-champions de la Ligue Conférence 2024-2025.
| Finale            | KRC Genk | 0-1   | KAA La Gantoise | Cegeka Arena, Genk                                          |                                                             |
| 2 juin 2024 13h30 |          | (0-0) |                 | Arbitrage : Nicolas Laforge Arbitre vidéo : Jonathan Lardot | Arbitrage : Nicolas Laforge Arbitre vidéo : Jonathan Lardot |

### Barrages de promotion/relégation
À la fin des Relagation Play-Offs, le 14e de Jupiler Pro League affronte le vainqueur des Play-Offs de la Challenger Pro League pour une double confrontation aller/retour, le vainqueur étant promu ou restant en Jupiler Pro League et le perdant relégué ou restant en Challenger Pro League. 
Les quatre équipes en relegation play offs sont Royal Charleroi Sporting Club , KV Courtrai, RWD Molenbeek et KAS Eupen. Charleroi termine rapidement premier et est donc sur d'être présent lors de la saison prochaine en première division. Lors de la cinquième journée, Eupen est certain de terminer dernier et donc d'être relégué. Avant la dernière journée Courtrai devance d'un point le RWDM. À la dernière journée Courtrai et le RWDM perdent tous les deux leurs matchs ce qui permet à Courtrai de jouer les barrages et qui condamne le RWDM.

En deuxième division quatre équipes se disputent les Play-Offs de promotion à savoir SV Zulte Waregem , KMSK Deinze, Lommel SK et Patro Eisden Maasmechelen. Lommel se qualifie en finale contre Waregem sur le score total de 2-1. Il sera rejoint par Deinze qui a battu Maasmechelen 6-1. À Lommel Deinze et Lommel se quitte sur le score de 1-1. À Deinze, Lommel l'emporte 1-2 . Le Lommel SK se qualifie contre le KV Courtrai en barrage.  
| Match aller       | Lommel SK                           | 0 - 1   | KV Courtrai                                                        | Stade Soeverein, Lommel                                                            |                                                                                    |
| 19 mai 2024 19h15 |                                     | (0 - 1) | 14e (pen.) Kadri                                                   | Spectateurs : 4 500 Arbitrage : Lawrence Visser Arbitre vidéo : Bram Van Driessche | Spectateurs : 4 500 Arbitrage : Lawrence Visser Arbitre vidéo : Bram Van Driessche |
| 19 mai 2024 19h15 | Rosa 8e · Wouters 30e · Schoofs 77e |         | 36e De Neve · 45e Sissako · 69e Ambrose · 84e Silva · 90+2e Pirard | Spectateurs : 4 500 Arbitrage : Lawrence Visser Arbitre vidéo : Bram Van Driessche | Spectateurs : 4 500 Arbitrage : Lawrence Visser Arbitre vidéo : Bram Van Driessche |

| Match retour      | KV Courtrai                                                                               | 4 - 2                 | Lommel SK                                                 | Stade des Éperons d'or, Courtrai                                             |                                                                              |
| 26 mai 2024 13h30 | ( Mehssatou) Ambrose 96e · ( De Neve) Ambrose 101e · Silva 109e · ( De Neve) Ambrose 117e | (0 - 1, 0 - 1, 2 - 2) | 3e Rosa · 105e (pen.) Schoofs                             | Spectateurs : 9 399 Arbitrage : Bert Put Arbitre vidéo : Simon Bourdeaud'hui | Spectateurs : 9 399 Arbitrage : Bert Put Arbitre vidéo : Simon Bourdeaud'hui |
| 26 mai 2024 13h30 | Malinov 45e · Avenatti 107e · Ambrose 118e                                                |                       | 45+3e, 98e Owari · 66e Dermane · 88e Sales · 108e Granell | Spectateurs : 9 399 Arbitrage : Bert Put Arbitre vidéo : Simon Bourdeaud'hui | Spectateurs : 9 399 Arbitrage : Bert Put Arbitre vidéo : Simon Bourdeaud'hui |

Courtrai gagne 0-1 à Lommel. Mais à Courtrai c'est Lommel qui l'emporte sur un score identique après 90 minutes. Après prolongation, Courtrai gagne le match 4-2. Courtrai reste en première division la saison prochaine tandis que Lommel reste en deuxième division.

## Statistiques

### Évolution du classement

#### Phase classique
| Journée →         | 1  | 2  | 3  | 4  | 5    | 6    | 7    | 8   | 9  | 10 | 11 | 12 | 13 | 14 | 15 | 16 | 17 | 18 | 19 | 20 | 21 | 22 | 23 | 24 | 25 | 26 | 27 | 28 | 29 | 30 | CPO | EPO | RPO |
| Équipe            |    |    |    |    |      |      |      |     |    |    |    |    |    |    |    |    |    |    |    |    |    |    |    |    |    |    |    |    |    |    |     |     |     |
| ----------------- | -- | -- | -- | -- | ---- | ---- | ---- | --- | -- | -- | -- | -- | -- | -- | -- | -- | -- | -- | -- | -- | -- | -- | -- | -- | -- | -- | -- | -- | -- | -- | --- | --- | --- |
| Anderlecht        | 15 | 9  | 7  | 4  | 1    | 2    | 2    | 2   | 3  | 2  | 2  | 2  | 2  | 2  | 2  | 2  | 2  | 2  | 2  | 2  | 2  | 2  | 2  | 2  | 2  | 2  | 2  | 2  | 2  | 2  | 27  | 2   | 1   |
| Cercle Bruges     | 13 | 7  | 10 | 9  | 6    | 3    | 4    | 5   | 8  | 6  | 4  | 4  | 4  | 6  | 4  | 6  | 7  | 7  | 6  | 7  | 7  | 7  | 7  | 6  | 5  | 6  | 5  | 5  | 7  | 5  | 18  | 11  | 1   |
| Charleroi         | 10 | 14 | 11 | 12 | 12   | 13   | 14   | 14  | 14 | 13 | 7  | 11 | 12 | 13 | 12 | 12 | 12 | 12 | 13 | 12 | 12 | 13 | 11 | 13 | 13 | 13 | 13 | 12 | 12 | 13 | 0   | 16  | 14  |
| Club Bruges       | 10 | 5  | 3  | 1  | 2-1  | 4-1  | 3-1  | 3-1 | 4  | 5  | 7  | 6  | 7  | 7  | 7  | 5  | 6  | 6  | 4  | 5  | 4  | 3  | 3  | 3  | 3  | 3  | 3  | 3  | 3  | 4  | 25  | 5   | 0   |
| KAA La Gantoise   | 3  | 2  | 2  | 2  | 3-1  | 1-1  | 1-1  | 1-1 | 2  | 3  | 3  | 3  | 3  | 3  | 3  | 3  | 3  | 3  | 3  | 3  | 3  | 4  | 4  | 5  | 6  | 5  | 7  | 7  | 8  | 7  | 26  | 4   | 0   |
| KAS Eupen         | 7  | 4  | 9  | 8  | 4    | 7    | 10   | 11  | 11 | 12 | 14 | 10 | 10 | 12 | 13 | 13 | 13 | 14 | 14 | 15 | 14 | 12 | 13 | 15 | 15 | 15 | 15 | 15 | 14 | 14 | 2   | 12  | 16  |
| KRC Genk          | 1  | 6  | 5  | 6  | 8-1  | 9-1  | 6-1  | 7-1 | 6  | 7  | 5  | 5  | 5  | 4  | 6  | 7  | 5  | 5  | 7  | 4  | 5  | 5  | 6  | 7  | 7  | 7  | 6  | 6  | 5  | 6  | 21  | 9   | 0   |
| KV Courtrai       | 12 | 15 | 16 | 16 | 16   | 16   | 15   | 16  | 15 | 16 | 15 | 15 | 16 | 16 | 16 | 16 | 16 | 16 | 16 | 16 | 16 | 16 | 16 | 16 | 16 | 16 | 16 | 16 | 16 | 15 | 0   | 1   | 29  |
| KV Malines        | 8  | 13 | 12 | 11 | 9    | 5    | 8    | 10  | 10 | 11 | 13 | 14 | 14 | 11 | 10 | 10 | 10 | 11 | 9  | 10 | 9  | 8  | 9  | 8  | 9  | 8  | 8  | 8  | 6  | 8  | 2   | 23  | 4   |
| KVC Westerlo      | 6  | 11 | 14 | 15 | 15   | 15   | 16   | 15  | 16 | 15 | 16 | 16 | 15 | 15 | 15 | 15 | 14 | 13 | 12 | 11 | 11 | 11 | 10 | 10 | 11 | 10 | 10 | 11 | 11 | 11 | 1   | 13  | 16  |
| OH Louvain        | 8  | 12 | 15 | 13 | 14   | 12   | 13   | 12  | 13 | 14 | 12 | 13 | 13 | 14 | 14 | 14 | 15 | 15 | 15 | 14 | 15 | 15 | 14 | 12 | 12 | 12 | 12 | 13 | 13 | 12 | 0   | 10  | 20  |
| Royal Antwerp FC  | 4  | 8  | 4  | 5  | 7-1  | 8-1  | 5-1  | 6-1 | 5  | 4  | 6  | 7  | 6  | 5  | 5  | 4  | 4  | 4  | 5  | 6  | 6  | 6  | 5  | 4  | 4  | 4  | 4  | 4  | 4  | 3  | 26  | 4   | 0   |
| RWD Molenbeek     | 16 | 10 | 8  | 10 | 11-1 | 11-1 | 11-1 | 9-1 | 9  | 10 | 11 | 12 | 11 | 10 | 11 | 11 | 11 | 10 | 11 | 13 | 13 | 14 | 15 | 14 | 14 | 14 | 14 | 14 | 15 | 16 | 0   | 18  | 12  |
| Standard de Liège | 13 | 16 | 12 | 14 | 13   | 14   | 12   | 13  | 12 | 8  | 8  | 8  | 8  | 9  | 8  | 9  | 9  | 9  | 10 | 9  | 10 | 10 | 12 | 11 | 10 | 11 | 11 | 10 | 10 | 10 | 0   | 23  | 6   |
| Saint-Trond VV    | 4  | 3  | 6  | 7  | 10   | 10   | 7    | 8   | 7  | 9  | 10 | 9  | 9  | 8  | 9  | 8  | 8  | 8  | 8  | 8  | 8  | 9  | 8  | 9  | 8  | 9  | 9  | 9  | 9  | 9  | 3   | 27  | 0   |
| Union SG          | 2  | 1  | 1  | 3  | 5-1  | 6-1  | 9-1  | 4-1 | 1  | 1  | 1  | 1  | 1  | 1  | 1  | 1  | 1  | 1  | 1  | 1  | 1  | 1  | 1  | 1  | 1  | 1  | 1  | 1  | 1  | 1  | 29  | 1   | 0   |

À l'issue d'une journée, plusieurs équipes étaient classées ex æquo selon tous les points du règlement :
1. ↑  À l'issue de la 1re journée, les équipes de Royal Antwerp et Saint-Trond sont toutes les deux ex æquo et classées à la 4e place, les équipes de KV Malines et OH Louvain sont toutes les deux ex æquo et classées à la 8e place, les équipes de Charleroi et Club Bruges sont toutes les deux ex æquo et classées à la 10e place, Cercle Bruges et Standard sont toutes les deux ex æquo et classées à la 13e place.
2. ↑  À l'issue de la 3e journée, les équipes de KV Malines et Standard sont toutes les deux ex æquo et classées à la 12e place.

En exposant rouge, le nombre de matches de retard pour les équipes concernées :
1. ↑  En raison des implications dans les Coupes d'Europe, les rencontres Club Bruges - Genk, RWD Molenbeek - Union SG et Antwerp - Gand, comptant pour la 5e journée sont reportées aux 27 et 28 septembre 2023, soit entre les 8e et 9e journées.

#### Play-offs
| Journée →         | 1  | 2  | 3  | 4  | 5  | 6  | 7  | 8    | 9    | 10   | 1er | LdC b | LE | LE b | LEC | bar. | rel. |
| Équipe            |    |    |    |    |    |    |    |      |      |      |     |       |    |      |     |      |      |
| ----------------- | -- | -- | -- | -- | -- | -- | -- | ---- | ---- | ---- | --- | ----- | -- | ---- | --- | ---- | ---- |
| Anderlecht        | 2  | 2  | 1  | 1  | 1  | 1  | 2  | 1    | 3    | 3    | 5   | 3     | 2  |      |     |      |      |
| Cercle Bruges     | 6  | 5  | 5  | 6  | 6  | 5  | 5  | 4    | 5    | 4    |     |       |    | 2    | 1   |      |      |
| Charleroi         | NC | 13 | 13 | 13 | NC | 13 | 13 | 13   | NC   | NC   |     |       |    |      |     |      |      |
| Club Bruges       | 3  | 3  | 3  | 2  | 2  | 2  | 1  | 2    | 1    | 1    | 3   | 4     |    | 3    |     |      |      |
| KAA La Gantoise   | 7  | 7  | 7  | 7  | 7  | 7  | 7  | 7    | 7    | 7    |     |       |    |      | 10  |      |      |
| KAS Eupen         | NC | 14 | 16 | 15 | NC | 16 | 16 | 16   | NC   | NC   |     |       |    |      |     | 1    | 5    |
| KRC Genk          | 4  | 4  | 4  | 4  | 4  | 4  | 4  | 5    | 4    | 5    |     |       |    | 1    | 9   |      |      |
| KV Courtrai       | NC | 15 | 15 | 16 | NC | 15 | 14 | 14   | NC   | NC   |     |       |    |      |     | 2    | 4    |
| KV Malines        | 8  | 9  | 8  | 8  | 8  | 8  | 8  | 8    | 8    | 8    |     |       |    |      |     |      |      |
| KVC Westerlo      | 11 | 12 | 12 | 12 | 12 | 12 | 12 | 12-1 | 12-1 | 12-1 |     |       |    |      |     |      |      |
| OH Louvain        | 12 | 11 | 11 | 10 | 10 | 10 | 10 | 10   | 10   | 10   |     |       |    |      |     |      |      |
| Royal Antwerp FC  | 5  | 6  | 6  | 5  | 5  | 6  | 6  | 6    | 6    | 6    |     |       |    |      |     |      |      |
| RWD Molenbeek     | NC | 16 | 14 | 14 | NC | 14 | 15 | 15   | NC   | NC   |     |       |    |      |     | 3    | 3    |
| Standard de Liège | 10 | 10 | 10 | 11 | 11 | 11 | 11 | 11-1 | 11-1 | 11-1 |     |       |    |      |     |      |      |
| Saint-Trond VV    | 9  | 8  | 9  | 9  | 9  | 9  | 9  | 9    | 9    | 9    |     |       |    |      |     |      |      |
| Union SG          | 1  | 1  | 2  | 3  | 3  | 3  | 3  | 3    | 2    | 2    | 2   | 3     | 1  | 4    |     |      |      |

En exposant rouge, le nombre de matches de retard pour les équipes concernées :
1. ↑  En raison des émeutes des supprters locaux, la rencontre Standard - Westerlo comptant pour la 8e journée est reportée à une date ultérieure.

### Meilleurs buteurs
Mise à jour : 26 mai 2024
|    | Buteur             | Club                        | Buts | Matchs |
| -- | ------------------ | --------------------------- | ---- | ------ |
| 1  | Kévin Denkey       | Cercle Bruges               | 27   | 38     |
| 2  | Anders Dreyer      | RSC Anderlecht              | 19   | 37     |
| 3  | Mohamed Amoura     | Royale Union Saint-Gilloise | 18   | 32     |
| 4  | Igor Thiago        | Club Bruges                 | 18   | 34     |
| 5  | Gustaf Nilsson     | Royale Union Saint-Gilloise | 16   | 35     |
| 6  | Tarik Tissoudali   | KAA La Gantoise             | 15   | 34     |
| 7  | Aboubakary Koita   | Saint-Trond VV              | 15   | 37     |
| 8  | Kasper Dolberg     | RSC Anderlecht              | 15   | 39     |
| 9  | Andreas Skov Olsen | Club Bruges                 | 14   | 33     |
| 10 | Nicolas Madsen     | KVC Westerlo                | 13   | 34     |

| Source : Classement des buteurs sur le site de .transfermarkt.com |

### Meilleurs gardiens de but
Mise à jour : 26 mai 2024
|    | Gardiens de but     | Club                        | Clean sheets | Matchs |
| -- | ------------------- | --------------------------- | ------------ | ------ |
| 1  | Maarten Vandevoordt | KRC Genk                    | 13           | 40     |
| 2  | Jean Butez          | Royal Antwerp FC            | 12           | 31     |
| 3  | Simon Mignolet      | Club Bruges                 | 12           | 32     |
| 4  | Warleson            | Cercle Bruges               | 12           | 40     |
| 5  | Gaëtan Coucke       | KV Malines                  | 11           | 36     |
| 6  | Anthony Moris       | Royale Union Saint-Gilloise | 11           | 39     |
| 7  | Hervé Koffi         | Sporting Charleroi          | 9            | 32     |
| 8  | Davy Roef           | KAA La Gantoise             | 8            | 21     |
| 9  | Kasper Schmeichel   | RSC Anderlecht              | 8            | 31     |
| 10 | Lucas Pirard        | KV Courtrai                 | 7            | 17     |

| Source : Classement des gardiens de but sur le site de transfermarkt.com |

### Meilleurs passeurs
Mise à jour : 26 mai 2024
|    | Passeurs         | Club                        | Passes décisives | Matchs |
| -- | ---------------- | --------------------------- | ---------------- | ------ |
| 1  | Cameron Puertas  | Royale Union Saint-Gilloise | 17               | 40     |
| 2  | Maxim De Cuyper  | Club Bruges                 | 12               | 37     |
| 3  | Tarik Tissoudali | KAA La Gantoise             | 10               | 34     |
| 4  | Anders Dreyer    | RSC Anderlecht              | 10               | 37     |
| 5  | Youssef Maziz    | OH Louvain                  | 8                | 34     |
| 6  | Hayao Kawabe     | Standard de Liège           | 8                | 36     |
| 7  | Hans Vanaken     | Club Bruges                 | 8                | 38     |
| 7  | Rob Schoofs      | KV Malines                  | 8                | 38     |
| 9  | Kerim Mrabti     | KV Malines                  | 8                | 40     |
| 10 | Alan Minda       | Cercle Bruges               | 7                | 37     |

| Source : Classement des passeurs sur le site de sudinfo.be |

### Bilan géographique
| Région flamande (10)             | Région flamande (10) | Région wallonne (6)               | Région wallonne (6) |
| -------------------------------- | -------------------- | --------------------------------- | ------------------- |
| Province d'Anvers                | 3                    | Province de Hainaut               | 1                   |
| Province de Flandre-Occidentale  | 3                    | Province de Liège                 | 2                   |
| Province de Flandre-Orientale    | 1                    | Province de Luxembourg            | 0                   |
| Province de Limbourg             | 2                    | Province de Namur                 | 0                   |
| Province du Brabant flamand      | 1                    | Province du Brabant wallon        | 0                   |
| Région de Bruxelles-Capitale VFV | 0                    | Région de Bruxelles-Capitale ACFF | 3                   |

## Parcours en coupes d'Europe
Le parcours des clubs belges sur la scène continentale est important puisqu'il détermine le coefficient UEFA, et donc le nombre de formations belges présentes en coupes d'Europe les années suivantes.

### Résultats des clubs
| Royal Antwerp FC            | Ligue des champions     | Phase de groupes                | FC Barcelone FC Porto Shakhtar Donetsk     |
| KRC Genk                    | Ligue des champions     | Deuxième tour de qualification  | Servette FC                                |
| KRC Genk                    | Ligue Europa            | Troisième tour de qualification | Olympiakos                                 |
| Royale Union Saint-Gilloise | Ligue Europa            | Phase de groupes                | Liverpool FC LASK Toulouse FC              |
| KRC Genk                    | Ligue Europa Conférence | Phase de groupes                | Ferencváros TC ACF Fiorentina FK Čukarički |
| Royale Union Saint-Gilloise | Ligue Europa Conférence | Huitièmes de finale             | Fenerbahçe SK                              |
| Club Bruges KV              | Ligue Europa Conférence | Demi-finales                    | ACF Fiorentina                             |
| KAA La Gantoise             | Ligue Europa Conférence | Seizièmes de finale             | Maccabi Haïfa FC                           |

### Coefficient UEFA du championnat belge
Le classement UEFA de la fin de saison 2023-2024 permet d'établir la répartition et le nombre d'équipes pour les coupes d'Europe de la saison 2025-2026.
| Rang 2024 | Rang 2023 | Évolution | Ligue      | 2019-2020 | 2020-2021 | 2021-2022 | 2022-2023 | 2023-2024 | Coefficient | Places en Ligue des champions | Places en Ligue des champions | Places en Ligue des champions | Places en Ligue des champions | Places en Ligue Europa | Places en Ligue Europa | Places en Ligue Europa | Places en Ligue Europa | Places en Ligue Europa | Places en Ligue Europa Conférence | Places en Ligue Europa Conférence | Places en Ligue Europa Conférence | Places en Ligue Europa Conférence | Places en Ligue Europa Conférence |
| Rang 2024 | Rang 2023 | Évolution | Ligue      | 2019-2020 | 2020-2021 | 2021-2022 | 2022-2023 | 2023-2024 | Coefficient | PG                            | TB                            | T3                            | T2                            | PG                     | TB                     | T3                     | T2                     | T1                     | PG                                | TB                                | T3                                | T2                                | T1                                |
| --------- | --------- | --------- | ---------- | --------- | --------- | --------- | --------- | --------- | ----------- | ----------------------------- | ----------------------------- | ----------------------------- | ----------------------------- | ---------------------- | ---------------------- | ---------------------- | ---------------------- | ---------------------- | --------------------------------- | --------------------------------- | --------------------------------- | --------------------------------- | --------------------------------- |
| 1         | 1         | =         | Angleterre | 18.571    | 24.357    | 21.000    | 23.000    | 17.375    | 104.303     | 4                             | -                             | -                             | -                             | 2                      | -                      | -                      | -                      | -                      | -                                 | 1                                 | -                                 | -                                 | -                                 |
| 2         | 4         | +2        | Italie     | 14.928    | 16.285    | 15.714    | 22.357    | 21.000    | 90.284      | 4                             | -                             | -                             | -                             | 2                      | -                      | -                      | -                      | -                      | -                                 | 1                                 | -                                 | -                                 | -                                 |
| 3         | 2         | -1        | Espagne    | 18.928    | 19.500    | 18.428    | 16.571    | 16.062    | 89.489      | 4                             | -                             | -                             | -                             | 2                      | -                      | -                      | -                      | -                      | -                                 | 1                                 | -                                 | -                                 | -                                 |
| 4         | 3         | -1        | Allemagne  | 18.714    | 15.214    | 16.214    | 17.125    | 19.357    | 86.624      | 4                             | -                             | -                             | -                             | 2                      | -                      | -                      | -                      | -                      | -                                 | 1                                 | -                                 | -                                 | -                                 |
| 5         | 5         | =         | France     | 11.666    | 7.916     | 18.416    | 12.583    | 16.250    | 66.831      | 3                             | -                             | 1                             | -                             | 2                      | -                      | -                      | -                      | -                      | -                                 | 1                                 | -                                 | -                                 | -                                 |
| 6         | 6         | =         | Pays-Bas   | 9.400     | 9.200     | 19.200    | 13.500    | 10.000    | 61.300      | 2                             | -                             | 1                             | -                             | 1                      | -                      | -                      | 1                      | -                      | -                                 | -                                 | -                                 | 1                                 | -                                 |
| 7         | 7         | =         | Portugal   | 10.300    | 9.600     | 12.916    | 12.500    | 11.000    | 56.316      | 1                             | -                             | 1                             | -                             | 1                      | -                      | -                      | 1                      | -                      | -                                 | -                                 | -                                 | 1                                 | -                                 |
| 8         | 8         | =         | Belgique   | 7.600     | 6.000     | 6.600     | 14.200    | 14.400    | 48.800      | 1                             | -                             | 1                             | -                             | -                      | 1                      | -                      | 1                      | -                      | -                                 | -                                 | -                                 | 1                                 | -                                 |
| 9         | 12        | +3        | Turquie    | 5.000     | 3.100     | 6.700     | 11.800    | 12.000    | 38.600      | 1                             | -                             | 1                             | -                             | -                      | 1                      | -                      | 1                      | -                      | -                                 | -                                 | -                                 | 1                                 | -                                 |
| 10        | 15        | +5        | Tchéquie   | 2.500     | 6.600     | 6.700     | 6.750     | 13.500    | 36.050      | 1                             | -                             | -                             | 1                             | -                      | 1                      | -                      | 1                      | -                      | -                                 | -                                 | -                                 | 1                                 | -                                 |

### Coefficient UEFA des clubs engagés en Coupe d'Europe
- Ligue des champions 2023-2024
- Ligue Europa 2023-2024
- Ligue Europa Conférence 2023-2024

| Rang 2023 | Rang 2024 | Évolution | Club                        | 2019-2020 | 2020-2021 | 2021-2022 | 2022-2023 | 2023-2024 | Coefficient UEFA |
| --------- | --------- | --------- | --------------------------- | --------- | --------- | --------- | --------- | --------- | ---------------- |
| 30        | 25        | +5        | Club Bruges                 | 8.000     | 11.000    | 7.000     | 17.000    | 21.000    | 64.000           |
| 47        | 46        | +1        | KAA La Gantoise             | 10.000    | 3.000     | 11.000    | 11.000    | 10.000    | 45.000           |
| 82        | 67        | +15       | Royale Union Saint-Gilloise | 0.000     | 0.000     | 0.000     | 19.000    | 8.000     | 27.000           |
| 93        | 74        | +19       | Royal Antwerp FC            | 2.500     | 8.000     | 4.000     | 2.500     | 6.000     | 23.000           |
| 91        | 103       | -12       | KRC Genk                    | 5.000     | 0.000     | 4.000     | 0.000     | 7.000     | 16.000           |

## Bilan de la saison
| Championnat de Belgique de football 2023-2024 |                                |
| Champion                                      | Club Bruges KV                 |
| Dauphin                                       | Royale Union saint-gilloise    |
| Coupes et trophées                            |                                |
| Vainqueur de la Croky Cup 2023-2024           | Royale Union saint-gilloise    |
| Qualifications continentales                  |                                |
| Ligue des champions 2024-2025                 | Club Bruges KV                 |
| Ligue des champions 2024-2025                 | Royale Union saint-gilloise    |
| Ligue Europa 2024-2025                        | Royal Sporting Club Anderlecht |
| Ligue Europa 2024-2025                        | Cercle Bruges KSV              |
| Ligue Conférence 2024-2025                    | KAA La Gantoise                |
| Promotions et relégations                     |                                |
| Promus en Jupiler Pro League                  | K. Beerschot VA                |
| Promus en Jupiler Pro League                  | FCV Dender EH                  |
| Relégués en Challenger Pro League             | KAS Eupen                      |
| Relégués en Challenger Pro League             | RWD Molenbeek                  |